# بوسوروکا
بوسوروکا (به پرتغالی: Bossoroca) یک منطقهٔ مسکونی در برزیل است که در ریو گرانده جنوبی واقع شده‌است. بوسوروکا ۱٬۶۱۰٫۵۷ کیلومتر مربع مساحت و ۶٬۲۰۵ نفر جمعیت دارد.